# Акино, Элисардо
Хосе Элисардо Акино Хара (исп. José Elizardo Aquino Jara; Луке, 1825 — Пасо-Пуку, Ньеэмбуку, Парагвай, 19 июля 1866) — парагвайский военный деятель, герой Парагвайской войны. В 1866 году был смертельно ранен в Битве при Бокероне.

## Биография
Родился в Луке, в 1825 году. Он был пятым из одиннадцати детей в браке между испанцем Патрисио Акино и парагвайкой Исабель Хара.
В 1847 году Акино поступил на службу в парагвайскую армию, в состав батальона города Асунсьон. Потом был переведён в недавно установленный лагерь Пасо-де-Патрия. Из-за приобретённых до службы умений ремесленника, он был отправлен в округ Ибикуи, где производились пушки и боеприпасы для армии. Позже он работал на верфи, где приобрёл навыки морского плотника. Также он участвовал в строительстве первой парагвайской железной дороги между Арегуа и Парагуари.
После начала Парагвайской войны, Акино был повышен до капитана. Он возглавил сапёрный корпус и работал над укреплением Умайты. Его заслуги в Кампании Мату-Гроссо, были по достоинству оценены Франсиско Лопесом. В 1865 году отличился в южных операциях под командованием генерала Бругеса.
Он героически участвовал в Битве при Риачуэло, Мерседесе и Пасо-де-Куэвас. Его бесстрашие принесло ему прозвище «Тигр Авангарда», а также Орден Заслуг и повышение до подполковника.
За участие в Битве при Эстеро Бельякко, он был повышен до звания полковника. Перед Битвой при Бокероне, под командованием генерала Хосе Диаса и майора Джорджа Томпсона организовал окопы на полях Бокероне и Ива.
Во время битвы 16 июля 1866 года, Акино лично возглавил 6-й, 7-й и 8-й батальоны в контратаке, чтобы вернуть утраченные позиции. В одном из прорывов, когда противник отступал в полном беспорядке, Акино был ранен в живот пулей бразильского солдата. Его помощники подобрали его и перенесли в штаб Пасо Пуку. Там Франсиско Лопес повысил его до бригадного генерала на смертном одре. Он скончался три дня спустя, и его останки были похоронены в окрестностях этого штаба.

## Память
27 ноября 1968 года, муниципальный совет Луке, назначенный Альфредо Стресснером, велел перенести останки Акино в Луке на хранение в мавзолей, построенный в его честь на площади Элисардо Акино.
Помимо этого, фотография Акино размещена на гербе города Луке.
Нуэва Тринакрия, деревня, населенная итальянскими иммигрантами, которая находится в 278 км к северо-востоку от столицы Парагвая, была переименована в Хенераль-Элисардо-Акино.